# British American Racing
La British American Racing (abbreviato in BAR), anche chiamata dal 2001 al 2005 Lucky Strike BAR Honda, è stata una scuderia di Formula 1 creata dalla multinazionale del tabacco British American Tobacco (BAT) per pubblicizzare i marchi dei propri prodotti (Lucky Strike e 555). La squadra ha partecipato al Mondiale a partire dal 1999 dopo aver rilevato il materiale e la struttura del team britannico Tyrrell, ma è stata ceduta all'inizio del 2006 al costruttore nipponico Honda, partner tecnologico sin dal 2000.

## Storia

### Nascita del team (1999-2000)

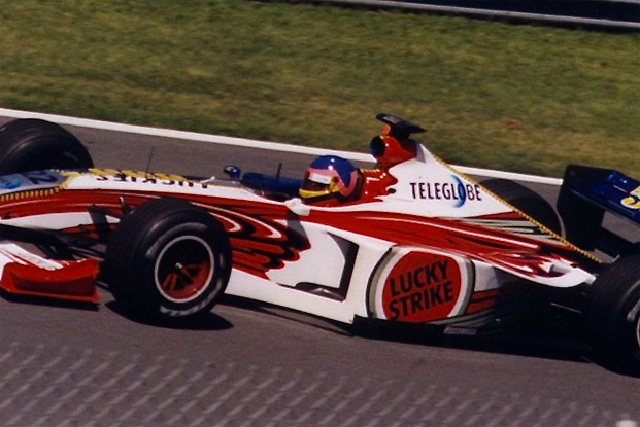
Jacques Villeneuve alla guida della debuttante BAR 01 a Montréal nel.

La squadra nacque come progetto intorno a Jacques Villeneuve, fondata dal suo manager Craig Pollock, a cui successivamente subentrò David Richards.
Per il 1999 al pilota canadese venne affiancato l'esordiente brasiliano Ricardo Zonta, ma per entrambi i piloti l'annata si rivelò poco fruttuosa sia a causa dell'inesperienza della squadra sia a causa della scarsa efficacia del motore Supertec, nei fatti un Renault rimarchiato, poco potente e altrettanto affidabile. Villeneuve collezionò 11 ritiri consecutivi mentre Zonta, in seguito ad un infortunio nelle prove del Gran Premio del Brasile, fu sostituito per tre gare da Mika Salo che ottenne un settimo posto, miglior piazzamento stagionale della squadra. La scuderia concluse così senza punti la stagione, nonostante alcuni acuti interessanti, su tutti la prima parte del Gran Premio di Spagna nel quale Villeneuve riuscì a tenere dietro le Ferrari.

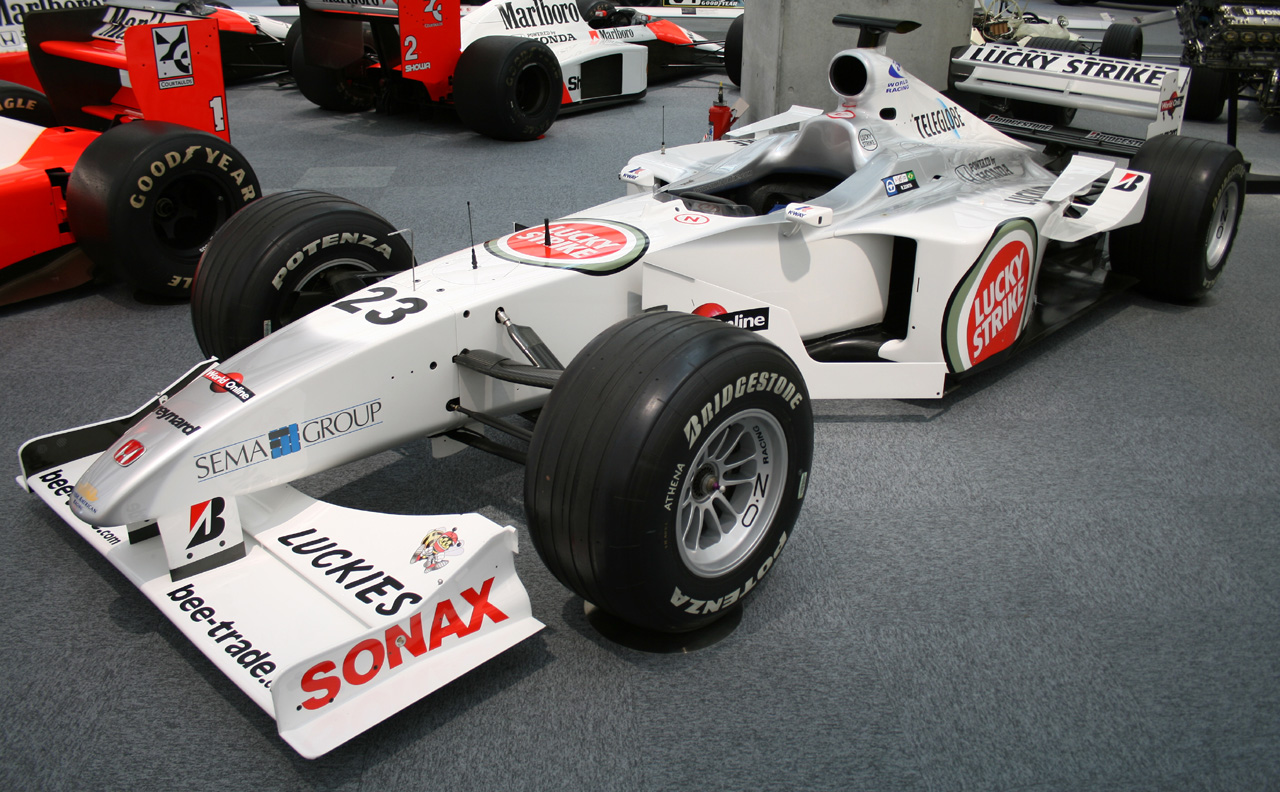
La BAR 002 quinta nel campionato costruttori.

Per il 2000 la BAR annunciò il passaggio ai motori forniti dalla Honda, che tornava per la prima volta dal 1992 in veste ufficiale nel circus della Formula 1. La scuderia anglo-americana non godeva tuttavia dell'esclusività dei propulsori nipponici, dato che anche la Jordan era equipaggiata con i motori della Honda preparati dalla Mugen. Nel corso della stagione venne annunciato che l'anno successivo la Jordan avrebbe ricevuto il supporto ufficiale della Honda e dato che la casa giapponese non poteva permettersi di fornire i propri motori a due scuderie per sempre, si scatenò una battaglia tra le due scuderie. Il 2000 vide un netto ed inaspettato miglioramento rispetto all'anno precedente, con quattro quarti posti come migliori piazzamenti e il quinto posto nella classifica finale costruttori con 20 punti totali; in quell'anno Villeneuve riuscì ad andare a punti in sette differenti occasioni, sfiorando inoltre il podio a Monza e in occasione del Gran Premio degli Stati Uniti. Il canadese ottenne 17 punti mentre il compagno di squadra Zonta chiuse con soli 3 punti all'attivo.
Nonostante diverse voci di mercato che volevano Villeneuve in procinto di trasferirsi alla Benetton la BAR, sulla scia degli ultimi risultati positivi, riuscì a convincere l'ex campione del mondo a proseguire con la struttura di Craig Pollock sostituendo inoltre Zonta con l'esperto Olivier Panis.

### Sviluppo (2001-2003)

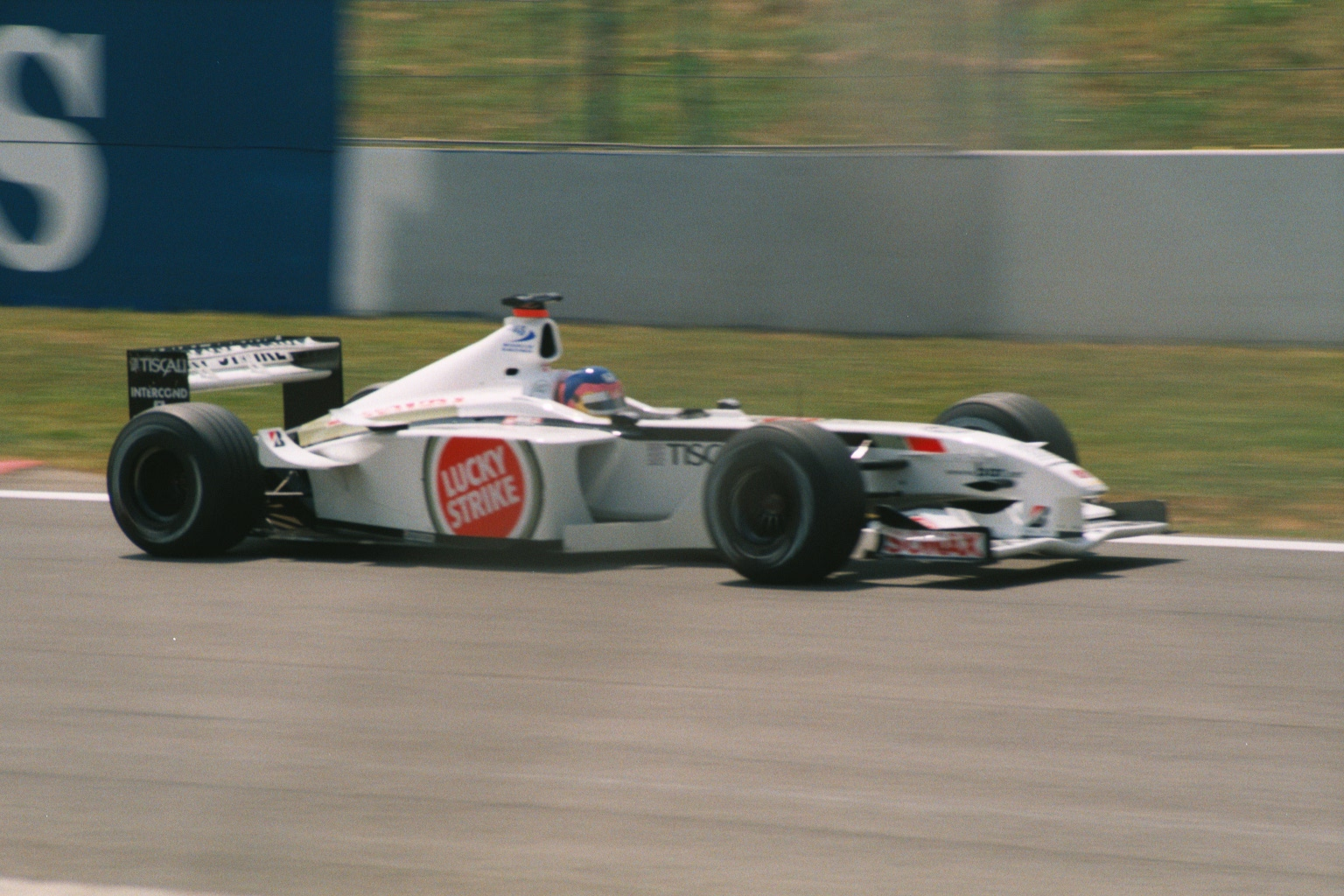
Villeneuve su BAR 003 in Spagna nel, dove ottenne il primo podio della scuderia.

Per la stagione 2001 la BAR, che nutriva la speranza di poter vincere qualche gara issandosi contestualmente in terza posizione nel campionato costruttori, dovette registrare un piccolo passo indietro: la BAR 003 infatti risultò essere meno veloce della 002 anche se maggiormente affidabile.  Villeneuve riuscì a regalare il primo podio della sua storia alla giovane scuderia al Gran Premio di Spagna bissando la prodezza in Germania: in totale l'ex campione del mondo collezionò 12 punti mentre Panis ne conquistò altri 5. A fine campionato la BAR chiuse con un modesto sesto posto in classifica costruttori perdendo, seppur di poco, il confronto diretto con la Jordan.
Alla vigilia della stagione 2002 i vertici della BAT spinsero il manager Craig Pollock a dimettersi, il quale venne sostituito da David Richards, già manager della Prodrive che faceva correre le Subaru Impreza nel WRC. Con questo accordo Richards si assicurò il supporto economico della BAT anche nel WRC. La stagione si rivelò molto negativa rispetto al 2001, in quanto sia Villeneuve sia Panis ebbero serie difficoltà ad andare a punti: il canadese ne conquistò quattro, il francese appena tre. La BAR vinse tuttavia la battaglia con la Jordan per la fornitura dei motori Honda, in quanto dal 2003 avrebbe avuto un rapporto esclusivo con la casa di Tokyo e i suoi ingegneri avrebbero lavorato a stretto contatto con i loro colleghi giapponesi.
Verso la parte conclusiva del campionato iniziarono i primi dissidi tra David Richards e Jacques Villeneuve circa l'esoso contratto che l'ex campione del mondo aveva in essere con il team: il manager inglese già durante l'anno aveva comunicato a più riprese che l'ingaggio del pilota canadese (corrispondente a ben 18 milioni di dollari) avrebbe potuto rappresentare un ostacolo per le finanze destinate allo sviluppo del team e che quindi in futuro non sarebbe stato più contemplato. Secondo molte voci attendibili Richards, per liberarsi dall'oneroso contratto di Villeneuve, arrivò ad offrire al canadese un sedile in Formula Indy, in modo che Jacques avrebbe potuto prendersi un anno sabbatico dalla Formula 1 attendendo che, eventualmente, si liberarasse un sedile in un top team per il 2004 Villeneuve declinò l'offerta e pertanto, non trovando offerte migliori e con i sedili dei top team ormai occupati, l'ex campione del mondo non ebbe altra scelta se non quella di continuare, nonostante i rapporti tutt'altro che sereni, in BAR usufruendo dell'ultimo anno di contratto con il multimilionario ingaggio.

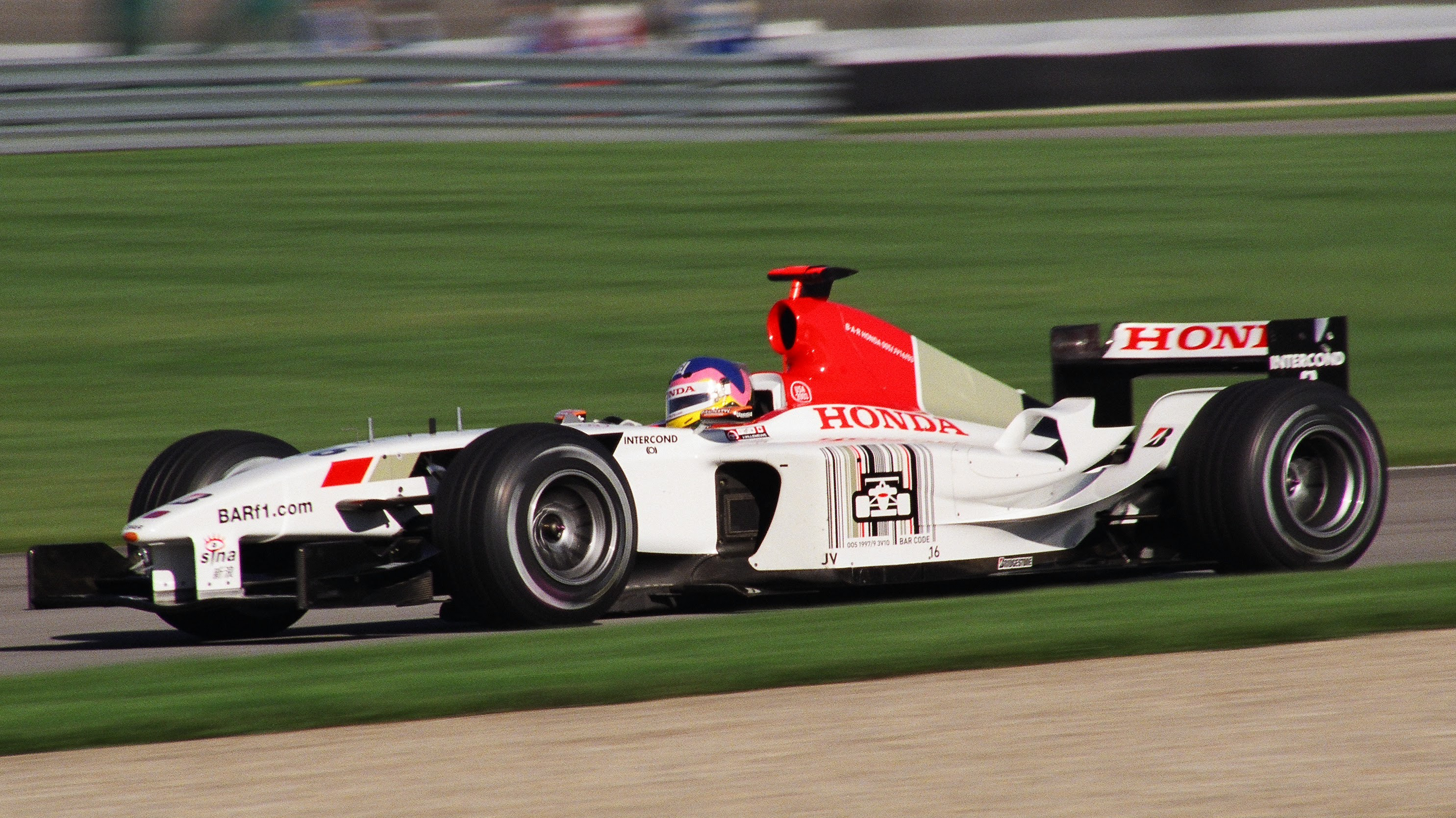
La BAR 005 quinta nel mondiale costruttori.

La stagione 2003 vide la BAR ancora in difficoltà per andare a punti. Oltre che dai motori, le novità riguardarono anche i piloti: al posto dell'esperto Panis, come nuova seconda guida venne ingaggiato l'inglese Jenson Button. L'anno fu caratterizzato dalle grandi incomprensioni e dal lungo braccio di ferro tra David Richards e Jacques Villeneuve ancora prima del via. Il rendimento del canadese ne soffrì nella prima metà della stagione e quando ormai il divorzio fu chiaro ed inevitabile, i vertici giapponesi (Honda) decisero di sostituirlo all'ultimo Gran Premio con il giapponese Takuma Satō. Jenson Button, divenuto ormai il pilota di punta grazie anche alla sua regolarità, riuscì, sfruttando i nuovi regolamenti che da quell'anno videro ampliata la zona punti fino all'ottava posizione, a conquistare 17 punti, che uniti ai sei ottenuti da Villeneuve e ai tre di Satō, permisero alla BAR di conquistare il quinto posto nel mondiale costruttori con 26 punti all'attivo. Intanto ai vertici societari, molti uomini furono sostituiti (questo cambiamento era già iniziato nel 2002) e la BAR velocemente, grazie all'operato di Richards, si avvicinò all'orbita societaria della Honda; infatti dal 2003 la casa Nipponica aumentò notevolmente il proprio ruolo non limitandosi più ad essere solo un partner motoristico ma entrando anche nei piani dirigenziali. A fine stagione vennero anche abbandonati gli pneumatici Bridgestone per i francesi della Michelin.

### Apice (2004)

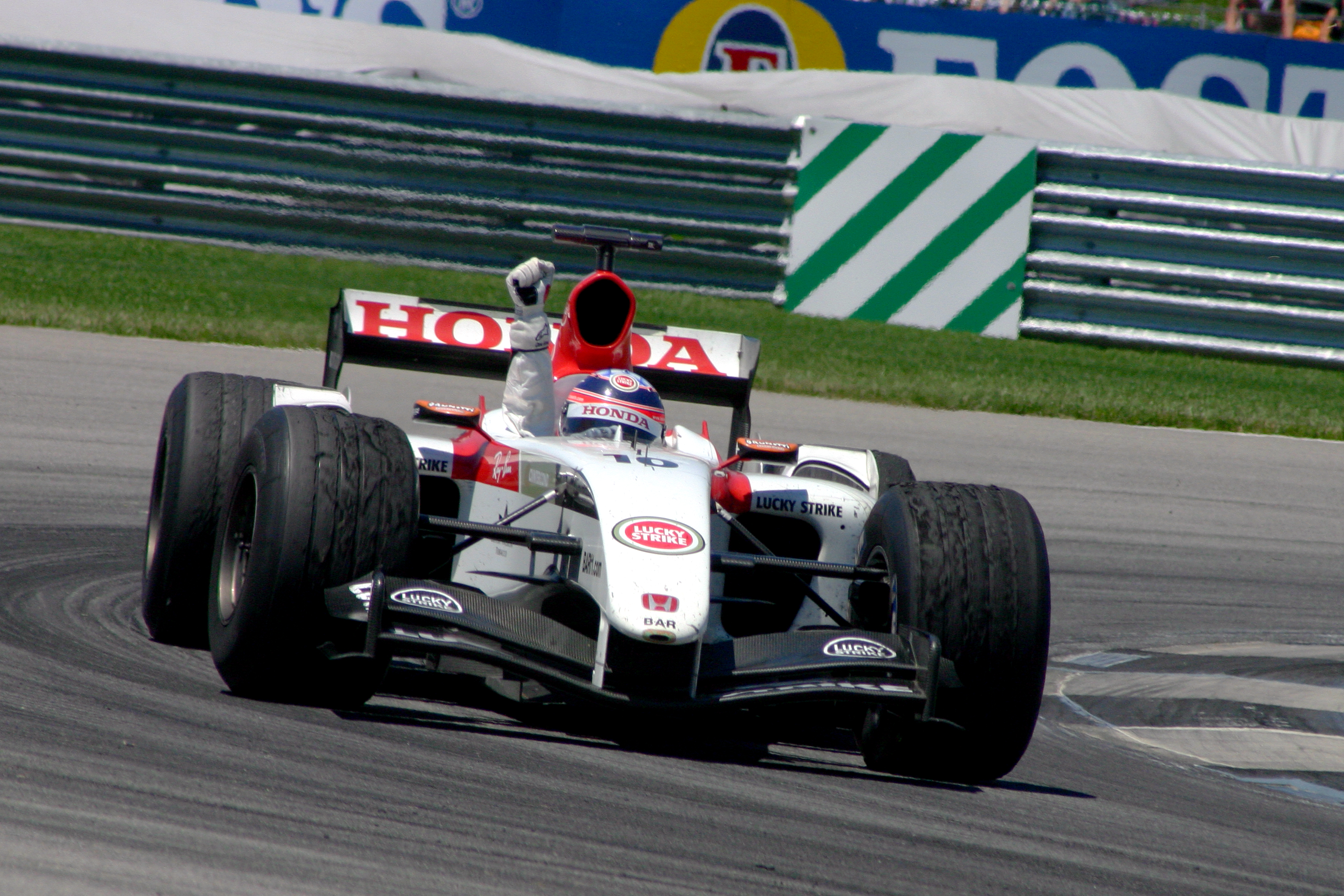
Takuma Satō festeggia il podio a Indianapolis su BAR 006, vettura che issò la squadra al secondo posto della classifica costruttori.

Nella stagione 2004 la BAR, seppur rimanendo a secco nelle vittorie, giunse seconda nel Campionato Costruttori solo alle spalle dell'imprendibile Ferrari. I piloti furono i confermati Button e Satō: se l'inglese Button salì diverse volte sul podio e regalò alla scuderia la prima pole position al Gran Premio di San Marino, il giapponese ottenne diversi piazzamenti a punti (tra cui un terzo posto) ma anche tanti ritiri. La vettura montava un propulsore Honda RA004E ed era considerato come uno dei più performanti del paddock, se non il più potente: era accreditato di 960 bhp e di 19000 giri al minuto. La BAR conquistò tra Button (85 punti) e Satō (34 punti) la bellezza di 119 punti, un risultato tanto inaspettato quanto irripetibile.
Lo stesso anno la BAR e la Williams furono protagoniste di una disputa legale il cui oggetto era Jenson Button: la scuderia di Grove riteneva che Button per l'anno successivo avesse un contratto con essa. La disputa si chiuse con un accordo che prevedeva il trasferimento di Button alla Williams per il 2006.

### Declino e vendita (2005)

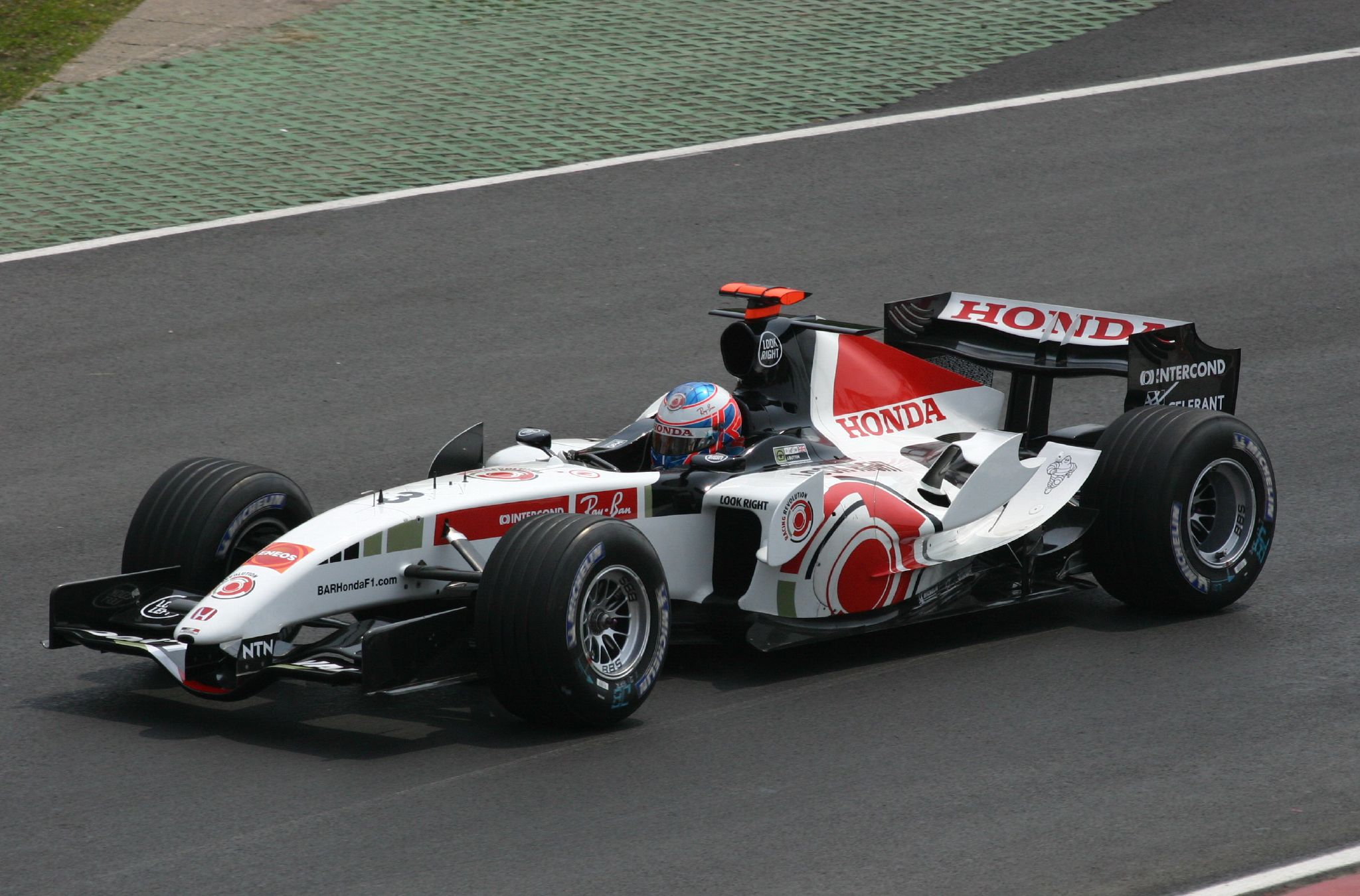
Jenson Button al volante dell'ultima monoposto della squadra, la BAR 007 della stagione.

Nelle prime gare della stagione 2005 i risultati non rispecchiarono le aspettative e la squadra si ritrovò ad arrancare a metà classifica. La BAR ritornò ad essere competitiva solo in occasione del Gran Premio di San Marino, con Button 3° e Satō 5°; al termine della gara arrivò però una squalifica dovuta al fatto che la scuderia anglo-americana aveva schierato delle monoposto che non rispettavano il limite di peso di 605 kg imposto dalla FIA. La squadra rispose presentando delle argomentazioni tecniche che tuttavia la FIA decretò come libere interpretazioni del regolamento discostandosene e squalificando per due Gran Premi la BAR. Al rientro in occasione del Gran Premio d'Europa la macchina si dimostrò ancora poco competitiva. Nella seconda metà di campionato ci fu una ripresa e Button, già autore della pole al GP del Canada, riuscì ad andare a punti nelle ultime dieci gare stagionali, conquistando anche due piazzamenti a podio. 
All'inizio del 2005 era stata creata la società di controllo BARH Limited, posseduta al 55% dalla BAT e al 45% dalla Honda, mentre a fine campionato fu diffusa la notizia dell'acquisizione del resto della società in seguito all'imposizione di nuove regole internazionali che impedivano la sponsorizzazione da parte di marchi del tabacco.
Per l'anno successivo, quando la scuderia sarebbe stata posseduta al 100% dalla Honda, venne ingaggiato Rubens Barrichello per sostituire Satō, mentre il contratto di Button venne prolungato fino al 2007.

## Risultati in Formula 1
| Anno | Vettura | Motore        | Gomme | Piloti     |     |     |     |     |     |     |     |     |     |     |     |     |     |    |     |    |  |  |  | Punti | Pos. |
| ---- | ------- | ------------- | ----- | ---------- | --- | --- | --- | --- | --- | --- | --- | --- | --- | --- | --- | --- | --- | -- | --- | -- |  |  |  | ----- | ---- |
| 1999 | 01      | Supertec FB01 | B     | Villeneuve | Rit | Rit | Rit | Rit | Rit | Rit | Rit | Rit | Rit | Rit | Rit | 15  | 8   | 10 | Rit | 9  |  |  |  | 0     |      |
| 1999 | 01      | Supertec FB01 | B     | Zonta      | Rit | NQ  |     |     |     | Rit | 9   | Rit | 15  | Rit | 13  | Rit | Rit | 8  | Rit | 12 |  |  |  | 0     |      |
| 1999 | 01      | Supertec FB01 | B     | Salo       |     |     | 7   | Rit | 8   |     |     |     |     |     |     |     |     |    |     |    |  |  |  | 0     |      |

| Anno | Vettura | Motore       | Gomme | Piloti     |   |     |    |     |     |     |     |    |     |     |     |    |    |     |   |   |     |  |  | Punti | Pos. |
| ---- | ------- | ------------ | ----- | ---------- | - | --- | -- | --- | --- | --- | --- | -- | --- | --- | --- | -- | -- | --- | - | - | --- |  |  | ----- | ---- |
| 2000 | 002     | Honda RA000E | B     | Villeneuve | 4 | Rit | 5  | 16  | Rit | Rit | 7   | 15 | 4   | 4   | 8   | 12 | 7  | Rit | 4 | 6 | 5   |  |  | 20    | 5º   |
| 2000 | 002     | Honda RA000E | B     | Zonta      | 6 | 9   | 12 | Rit | 8   | Rit | Rit | 8  | Rit | Rit | Rit | 14 | 12 | 6   | 6 | 9 | Rit |  |  | 20    | 5º   |

| Anno | Vettura | Motore       | Gomme | Piloti     |     |     |   |     |   |   |     |     |     |     |     |   |     |    |   |     |    |  |  | Punti | Pos. |
| ---- | ------- | ------------ | ----- | ---------- | --- | --- | - | --- | - | - | --- | --- | --- | --- | --- | - | --- | -- | - | --- | -- |  |  | ----- | ---- |
| 2001 | 003     | Honda RA001E | B     | Panis      | 7   | Rit | 4 | 8   | 7 | 5 | Rit | Rit | Rit | 9   | Rit | 7 | Rit | 11 | 9 | 11  | 13 |  |  | 17    | 6º   |
| 2001 | 003     | Honda RA001E | B     | Villeneuve | Rit | Rit | 7 | Rit | 3 | 8 | 4   | Rit | 9   | Rit | 8   | 3 | 9   | 8  | 6 | Rit | 10 |  |  | 17    | 6º   |

| Anno | Vettura | Motore       | Gomme | Piloti     |     |     |     |     |     |     |     |     |    |   |     |     |     |    |   |    |     |  |  | Punti | Pos. |
| ---- | ------- | ------------ | ----- | ---------- | --- | --- | --- | --- | --- | --- | --- | --- | -- | - | --- | --- | --- | -- | - | -- | --- |  |  | ----- | ---- |
| 2002 | 004     | Honda RA002E | B     | Villeneuve | Rit | 8   | 10  | 7   | 7   | 10  | Rit | Rit | 12 | 4 | Rit | Rit | Rit | 8  | 9 | 6  | Rit |  |  | 7     | 8º   |
| 2002 | 004     | Honda RA002E | B     | Panis      | Rit | Rit | Rit | Rit | Rit | Rit | Rit | 8   | 9  | 5 | Rit | Rit | 12  | 12 | 6 | 12 | Rit |  |  | 7     | 8º   |

| Anno | Vettura | Motore       | Gomme | Piloti     |    |    |     |     |     |    |     |     |     |     |    |   |     |     |     |   |  |  |  | Punti | Pos. |
| ---- | ------- | ------------ | ----- | ---------- | -- | -- | --- | --- | --- | -- | --- | --- | --- | --- | -- | - | --- | --- | --- | - |  |  |  | ----- | ---- |
| 2003 | 005     | Honda RA003E | B     | Villeneuve | 9  | NP | 6   | Rit | Rit | 12 | Rit | Rit | Rit | 9   | 10 | 9 | Rit | 6   | Rit |   |  |  |  | 26    | 5º   |
| 2003 | 005     | Honda RA003E | B     | Satō       |    |    |     |     |     |    |     |     |     |     |    |   |     |     |     | 6 |  |  |  | 26    | 5º   |
| 2003 | 005     | Honda RA003E | B     | Button     | 10 | 7  | Rit | 8   | 9   | 4  | NP  | Rit | 7   | Rit | 8  | 8 | 10  | Rit | Rit | 4 |  |  |  | 26    | 5º   |

| Anno | Vettura | Motore       | Gomme | Piloti |   |    |   |    |   |     |     |     |     |     |    |   |   |     |   |   |   |     |  | Punti | Pos. |
| ---- | ------- | ------------ | ----- | ------ | - | -- | - | -- | - | --- | --- | --- | --- | --- | -- | - | - | --- | - | - | - | --- |  | ----- | ---- |
| 2004 | 006     | Honda RA004E | M     | Button | 6 | 3  | 3 | 2  | 8 | 2   | 3   | 3   | Rit | 5   | 4  | 2 | 5 | Rit | 3 | 2 | 3 | Rit |  | 119   | 2º   |
| 2004 | 006     | Honda RA004E | M     | Satō   | 9 | 15 | 5 | 16 | 5 | Rit | Rit | Rit | 3   | Rit | 11 | 8 | 6 | Rit | 4 | 6 | 4 | 6   |  | 119   | 2º   |

| Anno | Vettura | Motore       | Gomme | Piloti   |    |     |     |    |    |    |    |     |    |    |    |    |   |   |    |     |    |    |     | Punti | Pos. |
| ---- | ------- | ------------ | ----- | -------- | -- | --- | --- | -- | -- | -- | -- | --- | -- | -- | -- | -- | - | - | -- | --- | -- | -- | --- | ----- | ---- |
| 2005 | 007     | Honda RA005E | M     | Button   | 11 | Rit | Rit | SQ | ES | ES | 10 | Rit | NP | 4  | 5  | 3  | 5 | 5 | 8  | 3   | 7  | 5  | 8   | 38    | 6º   |
| 2005 | 007     | Honda RA005E | M     | Satō     | 14 | SP  | Rit | SQ | ES | ES | 12 | Rit | NP | 11 | 16 | 12 | 8 | 9 | 16 | Rit | 10 | SQ | Rit | 38    | 6º   |
| 2005 | 007     | Honda RA005E | M     | Davidson |    | Rit |     |    |    |    |    |     |    |    |    |    |   |   |    |     |    |    |     | 38    | 6º   |

| Legenda | 1º posto     | 2º posto | 3º posto    | A punti         | Senza punti/Non class.  | Grassetto – Pole position Corsivo – Giro più veloce |
| Legenda | Squalificato | Ritirato | Non partito | Non qualificato | Solo prove/Terzo pilota | Grassetto – Pole position Corsivo – Giro più veloce |

## Piloti
| Pilota             | Gran Premi | Stagioni  | Punti | Podi | GP Vinti | Pole Position | Giri Veloci |
| ------------------ | ---------- | --------- | ----- | ---- | -------- | ------------- | ----------- |
| Jacques Villeneuve | 82         | 1999-2003 | 39    | 2    | 0        | 0             | 0           |
| Jenson Button      | 51         | 2003-2005 | 139   | 12   | 0        | 2             | 0           |
| Takuma Satō        | 35         | 2003-2005 | 38    | 1    | 0        | 0             | 0           |
| Olivier Panis      | 34         | 2001-2002 | 8     | 0    | 0        | 0             | 0           |
| Ricardo Zonta      | 30         | 1999-2000 | 3     | 0    | 0        | 0             | 0           |
| Mika Salo          | 3          | 1999      | 0     | 0    | 0        | 0             | 0           |
| Anthony Davidson   | 1          | 2005      | 0     | 0    | 0        | 0             | 0           |